# 6899 Nancychabot
6899 Nancychabot è un asteroide della fascia principale. Scoperto nel 1988, presenta un'orbita caratterizzata da un semiasse maggiore pari a 2,9300992 UA e da un'eccentricità di 0,0172998, inclinata di 0,93689° rispetto all'eclittica.